# Young Hearts Run Free
Young Hearts Run Free è un brano musicale interpretato dalla cantante soul statunitense Candi Staton, pubblicata nel 1976 come singolo tratto dall'album omonimo.
Il 45 giri è stato per una settimana al primo posto della classifica Hot Soul Singles, ed ha inoltre raggiunto la posizione numero 20 all'interno della Billboard Hot 100 Singles Chart. È stato, insieme a Run to Me e Destiny, uno dei brani da discoteca più famosi di sempre: nella Top 10 della UK Singles Chart raggiunse la posizione numero 2 dietro a You to Me Are Everything dei The Real Thing.

## Cover
Una delle cover più famose del brano musicale è della cantante statunitense Kym Mazelle, inserita nella colonna sonora di Romeo + Giulietta di William Shakespeare del 1996.
Nel 2005 la cantante statunitense Gloria Estefan ha riadattato il brano per la serie televisiva Desperate Housewives.